# Суэйзи, Патрик
Па́трик Уэ́йн Суэйзи (англ. Patrick  Wayne Swayze [ˈsweɪziː]; 18 августа 1952 — 14 сентября 2009) — американский актёр, танцор, певец и автор песен. Трёхкратный номинант на премию «Золотой глобус».
Наибольшую известность ему принесли роли в фильмах «Изгои» (1983), «Грязные танцы» (1987), «Дом у дороги» (1989), «Привидение» (1990), «На гребне волны» (1991) и «Вонгу-Фу, с благодарностью за всё! Джули Ньюмар» (1995). Он написал и спел популярную песню «She’s Like the Wind».

## Биография
Суэйзи родился в Хьюстоне, штат Техас, и был вторым из пяти детей в семье Пэтси Суэйзи (урождённой Карнс; 1927—2013), хореографа и танцовщицы, и Джесси Уэйна Суэйзи (1925—1982), инженера-чертёжника. У него была старшая сестра Вики (1949—1994), два младших брата, Дон Суэйзи (род.1958) и Шон (род. 1962), а также младшая сестра Бэмби. Он имел английские корни со стороны отца.
Суэйзи с детства занимался в артистических и спортивных областях, обучаясь фигурному катанию и балету, а также играл в школьных пьесах. Он также играл за команду по американскому футболу, однако после травмы колена был вынужден уйти из спорта. Одновременно с этим он занимался такими боевыми искусствами: ушу, тхэквондо и айкидо. В 1972 году он переехал в Нью-Йорк, где окончил балетные школы «Harkness Ballet» и «Joffrey Ballet».

### Карьера
В 1979 году он дебютировал в кино в фильме «Скейтаун». Уйдя из профессионального балета по причине старой футбольной травмы, он, тем не менее, стал ведущим танцовщиком престижной группы «Elliot Feld Dance Company». Одновременно Суэйзи начал брать уроки актёрского мастерства. В 1984 году снялся в фильме «Красный рассвет».
Сыграв главные роли в фильмах «Грязные танцы» (1987), «Привидение» (1990) с участием Деми Мур и Вупи Голдберг и «На гребне волны» (1991) с участием Киану Ривза, Патрик Суэйзи стал одним из самых популярных голливудских актёров. Помимо актёрской работы писал и исполнял песни.

### Болезнь и смерть
В декабре 2007 года, вскоре после завершения съёмок пилотного эпизода сериала «Зверь», Суэйзи начал испытывать боли в животе. В январе 2008 года у него был диагностирован рак поджелудочной железы в четвёртой стадии.

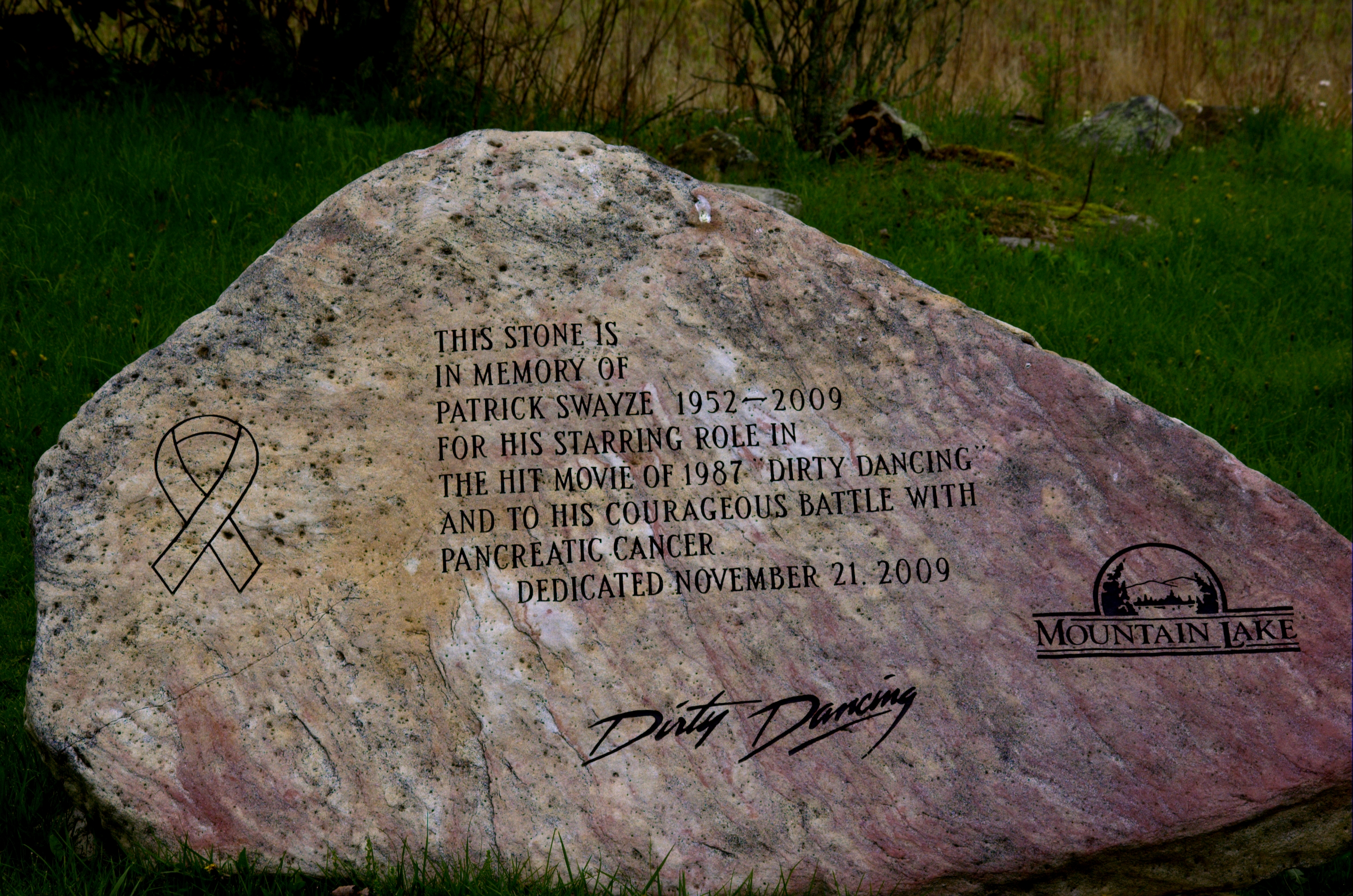
Мемориальный камень Патрику Суэйзи установлен в ноябре 2009 года в отеле Mountain Lake, где снимались «Грязные танцы»

5 марта 2008 года лечащий врач Суэйзи сообщил с согласия актёра о том, что Суэйзи болен раком поджелудочной железы, при этом «любые другие заявления о прогнозируемом сроке жизни и физическом состоянии Суэйзи — абсолютная неправда. Мы считаем, что положение существенно лучше».
В июне 2008 года Патрик Суэйзи сказал, что «благодаря лечению рост опухоли остановлен». Известно, что он один из первых, кто получил лечение радиохирургическим методом «Кибернож».
9 января 2009 года Патрик Суэйзи был госпитализирован с диагнозом воспаления лёгких. 16 января 2009 года Суэйзи был выписан из больницы. 19 апреля врачи сообщили Суэйзи о том, что в его печени появились метастазы.
Суэйзи скончался 14 сентября 2009 года в возрасте 57 лет. По завещанию, его тело было кремировано, прах развеян на ранчо в Нью-Мексико.

### Личная жизнь
С 1975 года и до своей смерти Суэйзи был женат на актрисе Лизе Ниеми. У них не было детей.

## Избранная фильмография
| Год  |    | Русское название                                | Оригинальное название                           | Роль                    |
| ---- | -- | ----------------------------------------------- | ----------------------------------------------- | ----------------------- |
| 1979 | ф  | Скейттаун, США                                  | Skatetown, U.S.A.                               | Эйс Джонсон             |
| 1981 | с  | МЭШ                                             | M*A*S*H                                         | Гари Старджис           |
| 1983 | ф  | Изгои                                           | The Outsiders                                   | Дэррел Кёртис           |
| 1983 | ф  | Редкая отвага                                   | Uncommon Valor                                  | Кевин Скотт             |
| 1984 | ф  | Красный рассвет                                 | Red Dawn                                        | Джед Эккерт             |
| 1985 | ф  | Север и Юг                                      | North and South                                 | Орри Мэйн               |
| 1986 | ф  | Молодая кровь                                   | Youngblood                                      | Дерек Саттон            |
| 1986 | с  | Удивительные истории                            | Amazing Stories                                 | Эрик Дэвид Питерсон     |
| 1987 | ф  | Грязные танцы                                   | Dirty Dancing                                   | Джонни Кастл            |
| 1987 | ф  | Стальной рассвет                                | Steel Dawn                                      | кочевник                |
| 1988 | ф  | Уорсоу по прозвищу Тигр                         | Tiger Warsaw                                    | Чак (Тигр) Уорсоу       |
| 1989 | ф  | Дом у дороги                                    | Road House                                      | Джеймс Далтон           |
| 1989 | ф  | Ближайший родственник                           | Next of Kin                                     | Трумэн Гейтс            |
| 1990 | ф  | Привидение                                      | Ghost                                           | Сэм Уит                 |
| 1991 | ф  | На гребне волны                                 | Point Break                                     | Бодхи                   |
| 1992 | ф  | Город удовольствий                              | City of Joy                                     | Макс Лоу                |
| 1993 | ф  | Отчаянный папа                                  | Father Hood                                     | Джек Чарлз              |
| 1995 | ф  | Три желания                                     | Three Wishes                                    | Джек Макклауд           |
| 1995 | ф  | Легенды дикого запада                           | Tall Tale                                       | Пекос Билл              |
| 1995 | ф  | Вонгу Фу, с благодарностью за всё! Джули Ньюмар | To Wong Foo Thanks for Everything, Julie Newmar | Вида Богема             |
| 1998 | ф  | Чёрный пёс                                      | Black dog                                       | Джек Круз               |
| 1998 | ф  | Письма убийцы                                   | Letters from a Killer                           | Рейс Дарнел             |
| 2000 | ф  | Попутчики                                       | Forever Lulu                                    | Бен Клифтон             |
| 2001 | ф  | Донни Дарко                                     | Donnie Darko                                    | Джим Каннингем          |
| 2001 | ф  | Зелёный дракон                                  | Green Dragon                                    | Джим Ланс               |
| 2002 | ф  | Проснувшись в Рино                              | Waking Up in Reno                               | Рой Кёркендалл          |
| 2003 | ф  | Последний танец                                 | One last dance                                  | Трэвис МакПеарсон       |
| 2003 | ф  | 11:14                                           | Eleven Fourteen                                 | Френк                   |
| 2004 | ф  | Грязные танцы 2: Гаванские ночи                 | Dirty Dancing: Havana Nights                    | учитель танцев          |
| 2004 | ф  | Кольцо дракона                                  | George and the Dragon                           | Лорд де Гарни           |
| 2004 | ф  | Копи царя Соломона                              | King Solomon's Mines                            | Аллан Квотермейн        |
| 2005 | ф  | Икона                                           | Icon                                            | Джейсон Монк, агент ЦРУ |
| 2005 | ф  | Молчи в тряпочку                                | Keeping Mum                                     | Ланс                    |
| 2006 | мф | Лис и пёс 2                                     | The Fox and the Hound 2                         | Кэш (озвучка)           |
| 2007 | ф  | Миллион на Рождество                            | Christmas in Wonderland                         | Уэйн Сандерс            |
| 2008 | ф  | Прыжок                                          | Jump!                                           | Ричард Прессбургер      |
| 2009 | ф  | Окись                                           | Powder Blue                                     | Ларри «Бархат»          |
| 2009 | с  | Зверь                                           | The Beast                                       | Чарльз Баркер           |

## Песни
- She’s Like the Wind — из фильма «Грязные танцы»
- Raising Heaven (In Hell Tonight) — из фильма «Дом у дороги»
- Cliff's Edge — из фильма «Дом у дороги»

## Мемуары
- 2009 — «The Time of My Life» (ISBN 978-1-4391-5858-6)